# Historical Medieval Battle
Historical Medieval Battle (HMB), of Buhurt, is een jonge full contact vechtsport gebaseerd op toernooiregels uit de middeleeuwen. Beoefenaars dragen replicaharnassen uit de periode 1200 tot 1699 en maken gebruik van botte replicawapens uit dezelfde periode. Een harnas wordt gebaseerd op historische vondsten en documenten uit één regio en een periode van maximaal 50 jaar. Afhankelijk van de categorie zijn zowel slag-, trap- en worsteltechnieken toegestaan. 
In tegenstelling tot historische veldslagen die veelal op festivals worden getoond, is HMB niet vooropgezet. Speciaal opgeleide scheidsrechters zorgen ervoor dat het gevecht in goede banen wordt geleid. Soms worden er HMB-demonstraties op historische festivals getoond. Het meest prestigieuze toernooi is "Battle of the Nations", dat wordt gezien als het wereldkampioenschap in deze sport

## Geschiedenis
HMB is ontstaan is rond 1990 in Rusland. Aan de historische veldslagen werd een sportvariant zonder vooropgezette uitkomst toegevoegd. Ook werden de houten en schuimrubberen wapens vervangen door staal. De sport sloeg snel over naar aangrenzende landen als Wit-Rusland en Oekraïne, maar bleef nog lang in Oost-Europa hangen voor hij zijn weg vond naar Nederland.
In 2014 werd de sport voor het eerst in Nederland opgepakt. In 2015 stuurde Nederland voor het eerst een team van acht mannen en één vrouw naar het wereldkampioenschap Battle of the Nations. Inmiddels wordt de sport door drie clubs actief beoefend en worden de clubs verbonden door de bovenliggende HMB Federatie Nederland.

## Resultaten
In 2018 behaalde Nederland de eerste notabele resultaten op de wereldkampioenschappen. 
Esther Veldstra veroverde een bronzen medaille op het onderdeel dames Zwaard en Beukelaar en schreef daarmee de eerste officiële WK medaille op Nederlandse naam.
In datzelfde jaar hielp een Nederlandse delegatie als huurling in het 21 tegen 21 team van het Verenigd Koninkrijk mee aan het veroveren van de bronzen medaille in die categorie.

## Toernooien
In 2017 werd in Nederland voor het eerst een toernooi onder de auspiciën van de HMBIA georganiseerd. Op de eerste editie van Kening Striid namen 8 herenteams, 3 damesteams en verschillende duellisten het tegen elkaar op.
In 2018 wist het toernooi 12 teams te verwelkomen. 
Eind 2018 werd bekendgemaakt dat de internationale Bohurt League Kening Striid had verkozen om in 2019 het Masters toernooi voor de West-Europese conferentie te zijn. Hiermee wordt het aangemerkt als het belangrijkste leaguetoernooi van West-Europa.

## Categorieën

### Bohurt
Bohurt (Afkomstig van het Franse 'Behourd') is de naam van de groepscategorie waarin teams van gelijke grootte het tegen elkaar opnemen. In deze categorie zijn veel technieken toegestaan, zoals wapenslagen, trappen, worpen en worsteltechnieken. Klemmen, verwurgingen en slagen op nek, knieholte of achterwerk zijn verboden. Wanneer een tegenstander met een derde steunpunt de grond raakt, ligt deze uit de wedstrijd. De wedstrijd gaat door tot alle spelers van een team zijn uitgeschakeld, of er een significante overmacht (3-1) is ontstaan. Bohurtcategorieën zijn: 
- 3 tegen 3 - Een categorie die voornamelijk op kleinere toernooien wordt gebruikt.
- 5 tegen 5 - De meest gangbare categorie voor zowel heren als dames.
- 12 tegen 12
- 30 tegen 30
- 150 tegen 150 - een bijzondere categorie die ter ere van het 10-jarig bestaan van Battle of the Nations eenmalig wordt georganiseerd in 2019.

Op sommige toernooien wordt daar nog aan toegevoegd: 
- 10 tegen 10
- 16 tegen 16
- 21 tegen 21

### Duels
Binnen een duelcategorie nemen twee spelers het tegen elkaar op. Het aantal toegestane technieken is in deze categorieën sterk beperkt. Een duel bestaat meestal uit drie rondes van 2-3 minuten. Punten worden gescoord door wapenslagen op het lichaam van de tegenstander. De categorieën onderscheiden zich van elkaar door de gebruikte wapensets.
- Zwaard-Schild waarbij met een eenhandig zwaard en een groot schild wordt gevochten.
- Zwaard-Beukelaar waarbij met een eenhandig zwaard en een beukelaar (of vuistschild) wordt gevochten
- Langzwaard waarbij met een tweehandig zwaard wordt gevochten
- Paalwapens waarbij met een wapen op lange stok zoals een hellebaard of lange bijl wordt gevochten

### Profight
Een opzichzelfstaande duelcategorie is Profight. Hier wordt ook een tegen een gevochten, maar de categorie onderscheidt zich door het grotere scala aan toegestane technieken. Hier zijn ook trappen, worpen en schildstoten toegestaan. Deze variant wordt soms ook op MMA-toernooien getoond. 

## Training en voorbereiding
HMB vraagt zowel fysiek als mentaal een boel van haar deelnemers. Beoefenaars dragen harnassen die gemiddeld genomen rond de 30kg wegen. Om optimaal te kunnen presteren, moet er dus zowel aan kracht, uithoudingsvermogen als behendigheid worden gewerkt. Veel beoefenaars doen aan crossfit en ten minste een vechtsport (MMA, Muay thai, kickboksen, enz.) naast hun trainingen in harnas.

## Regelgeving
Omdat HMB vrij informeel is ontstaan, was er initieel geen uniforme regelgeving. De eerste internationaal geaccepteerde regelset is oorspronkelijk geschreven voor Battle of the Nations, maar deze wordt door veel toernooien als basis gebruikt. Lokaal kunnen er wel kleine verschillen gelden. Zo zijn er toernooien die dames toestaan in de herencategorie mee te vechten, of die het gebruik van een titanium harnas verbieden. 
De regelsets dicteren zaken zoals de rondeduur, toegestane technieken en eisen die aan uitrusting worden gesteld.